# Llibreria Comellas
La Llibreria Comellas és una llibreria-antiquariat ubicada a Barcelona. Fundada a París a principis dels anys setanta, es va traslladar a Catalunya el 2001. Especialitzada en llibres, documents impresos i manuscrits que daten des del segle XV fins al segle xix.
Va ser assenyalada pel diari britànic The Guardian com una de les millors llibreries de Barcelona.